# Parectopa plantaginisella
Parectopa plantaginisella là một loài bướm đêm thuộc họ Gracillariidae. Nó được tìm thấy ở Québec và Hoa Kỳ (Kentucky, Maine Michigan, Missouri and Vermont).
Ấu trùng ăn các loài Erigeron. Chúng ăn lá nơi chúng làm tổ. T